# عنصر الاستجابة
عناصر الاستجابة (اختصارًا RE) هي تسلسلاتٌ قصيرةٌ من الحمض النووي الريبوزي منقوص الأكسجين (الدنا) في منطقة محفزٍ أو معززٍ جيني، بحيث تكون قادرةً على ربط عوامل نسخٍ مُحددة وتنظيم نسخ الجينات.
يُعرفه «معجم مصطلحات التقانة الحيوية في الغذاء والزراعة» الصادر عن منظمة الأغذية والزراعة بأنهُ «أي مقطعٍ من مجموعة مقاطع الدنا القصيرة ذات المعنى، تظهر في محرضات العديد من المورثات، ويتم التحكم فيها من خلال المحفزات الخارجية نفسها (مثل الحرارة، الهرمونات، المعادن الثقيلة الخ)».

## روابط خارجية
- response+element في المكتبة الوطنية الأمريكية للطب نظام فهرسة المواضيع الطبية (MeSH).